# Diecéze amienská
Diecéze amienská (lat. Dioecesis Ambianensis, franc. Diocèse d'Amiens) je francouzská římskokatolická diecéze, založená ve 3. století. Leží na území departementu Somme, jehož hranice přesně kopíruje. Sídlo biskupství a katedrála Notre-Dame se nachází ve městě Amiens. Diecéze je součástí remešská církevní provincie.

## Historie
Biskupství bylo v Amiens zřízeno v průběhu 3. století.
V důsledku konkordátu z roku 1801 bylo 29. listopadu 1801 bulou papeže Pia VII. Qui Christi Domini zrušeno velké množství francouzských diecézí, mezi nimi také diecéze beauvaiská, jejíž území bylo včleněno do diecéze amienské; diecéze beauvaisská byla obnovena 6. října 1822.
Diecéze je sufragánem remešské arcidiecéze.

## Sídelní biskup
Od 20. února 2014 do září 2020 byl diecézním biskupem Mons. Olivier Leborgne. Mons. Leborgne byl jmenován jako nástupce Mons. Jaegera v arraské diecézi. Nový sídelní biskup pro amienskou diecézi zatím nebyl jmenován.